# Becskeháza
Becskeháza este un sat în districtul Edelény, județul Borsod-Abaúj-Zemplén, Ungaria, având o populație de 41 de locuitori (2011). 

## Demografie
Componența etnică a satului Becskeháza
     Maghiari (100%)
Componența confesională a satului Becskeháza
     Reformați (48,78%)
     Romano-catolici (31,71%)
     Necunoscută (19,51%)
Conform recensământului din 2011, satul Becskeháza avea 41 de locuitori. Din punct de vedere etnic, majoritatea locuitorilor (100,0%) erau maghiari. Nu există o religie majoritară, locuitorii fiind reformați (48,78%) și romano-catolici (31,71%). Pentru 19,51% din locuitori nu este cunoscută apartenența confesională.